# Kongka La
Kongka La ou passo de Kongka é um passo de montanha na cordilheira de Chang-Chemno, a 5 171 metros de altitude, situado na chamada Linha de Controlo Real (LAC), a linha de cessar-fogo entre a China e a Índia. A China considera o passo um dos limites do seu território na região, o que não é reconhecido pela Índia, que considera que a sua fronteira naquele paralelo (com o Tibete, ocupado pela China desde 1950) se situa cerca de 50 km a leste em linha reta, no passo de Lanak. A razão desse diferendo deve-se ao facto da Índia não reconhecer a soberania chinesa do Aksai Chin, da região desértica a leste e nordeste de Kongka La, ocupada pela China durante a guerra sino-indiana de 1962 e que pertencia ao estado principesco de Jamu e Caxemira, parte da Índia britânica.[a]

## O incidente de Kongka La
Em 1959, ocorreu em Kongka La um grave incidente militar entre forças indianas e chinesas que precedeu a guerra sino-indiana de 1962. Desde pelo menos 1952 que a Índia tinha detetado várias movimentações chinesas no Aksai Chin, nomeadamente a construção duma estrada ao longo da antiga rota comercial entre o Tibete e Xinjiang. No dia  21 de outubro de 1959, tropas indianas atravessaram Kongka La com o objetivo de estabelecerem postos militares em Lanak La, o que resultou em confrontos com tropas chinesas posicionadas em Kongka La. Nos combates morreram 9 dos 70 soldados indianos e 10 foram feitos prisioneiros. Alegadamente, os chineses sofreram uma baixa mortal. A imprensa indiana descreveu o evento como um "massacre brutal de uma unidade policial indiana".